# برشاوشان ثنائي الألوان
برشاوشان ثنائي الألوان (الاسم العلمي:Adiantum discolor) هو نوع من النباتات يتبع جنس البرشاوشان من الفصيلة الديشارية.